# Lay (Loire)
Lay ist eine französische Gemeinde mit 764 Einwohnern (Stand: 1. Januar 2022) im Département Loire in der Region Auvergne-Rhône-Alpes. Die Gemeinde gehört zum Arrondissement Roanne und zum Kanton Le Coteau.

## Geographie
Lay liegt etwa 15 Kilometer südöstlich von Roanne am Flüsschen Écoron. Umgeben wird Lay von den Nachbargemeinden Régny im Norden, Amplepuis im Osten und Nordosten, Fourneaux im Osten und Südosten sowie Saint-Symphorien-de-Lay im Süden und Westen.

## Bevölkerungsentwicklung
| Jahr                       | 1962 | 1968 | 1975 | 1982 | 1990 | 1999 | 2006 | 2017 |
| -------------------------- | ---- | ---- | ---- | ---- | ---- | ---- | ---- | ---- |
| Einwohner                  | 597  | 644  | 616  | 616  | 687  | 648  | 689  | 745  |
| Quellen: Cassini und INSEE |      |      |      |      |      |      |      |      |

## Sehenswürdigkeiten
- Kapelle Notre-Dame, 1838–1842 erbaut
- Schloss La Verpillière
- Butterturm (Tour de Beurre), Teil der alten Befestigungsanlagen

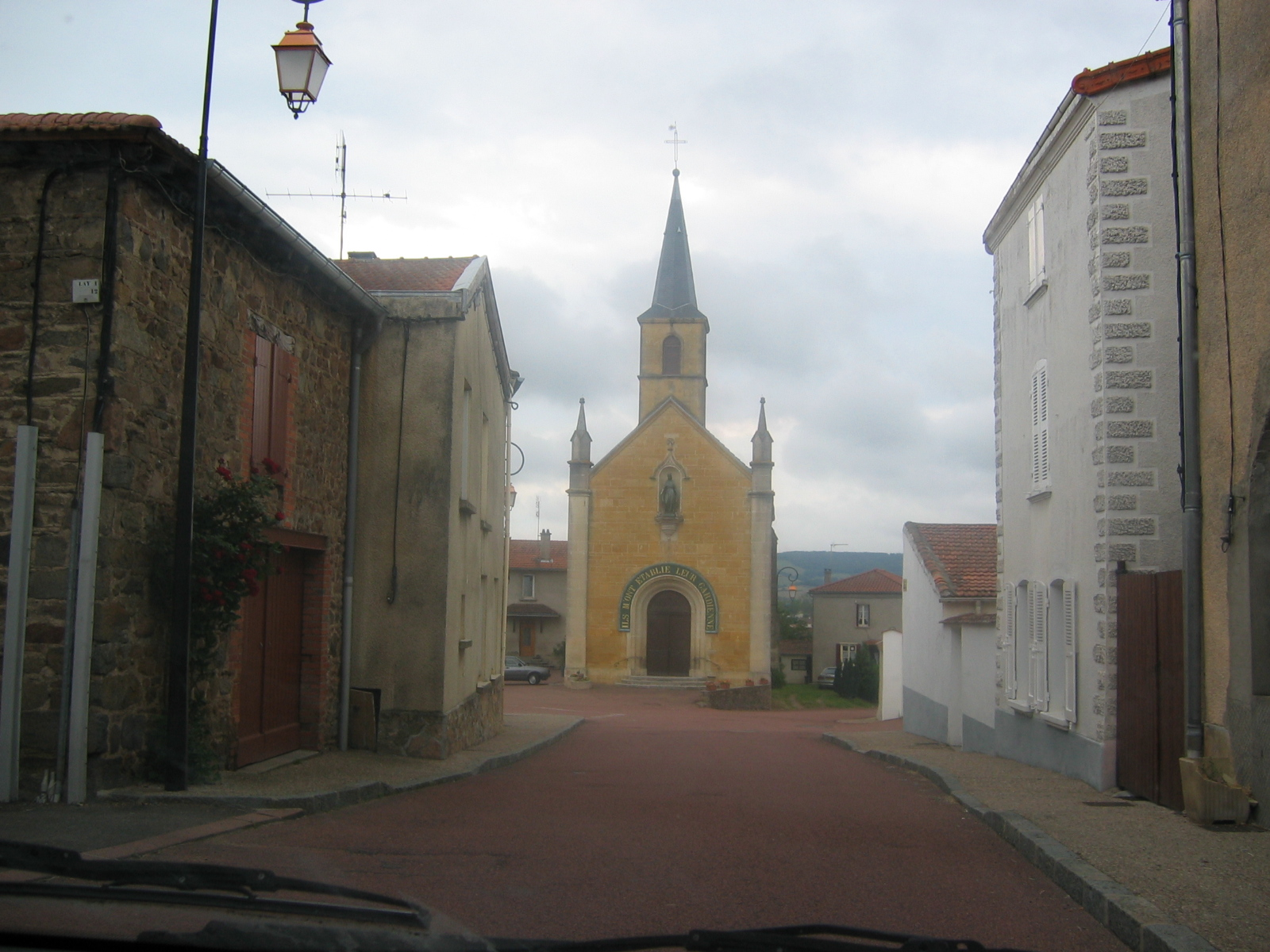
Kapelle Notre-Dame
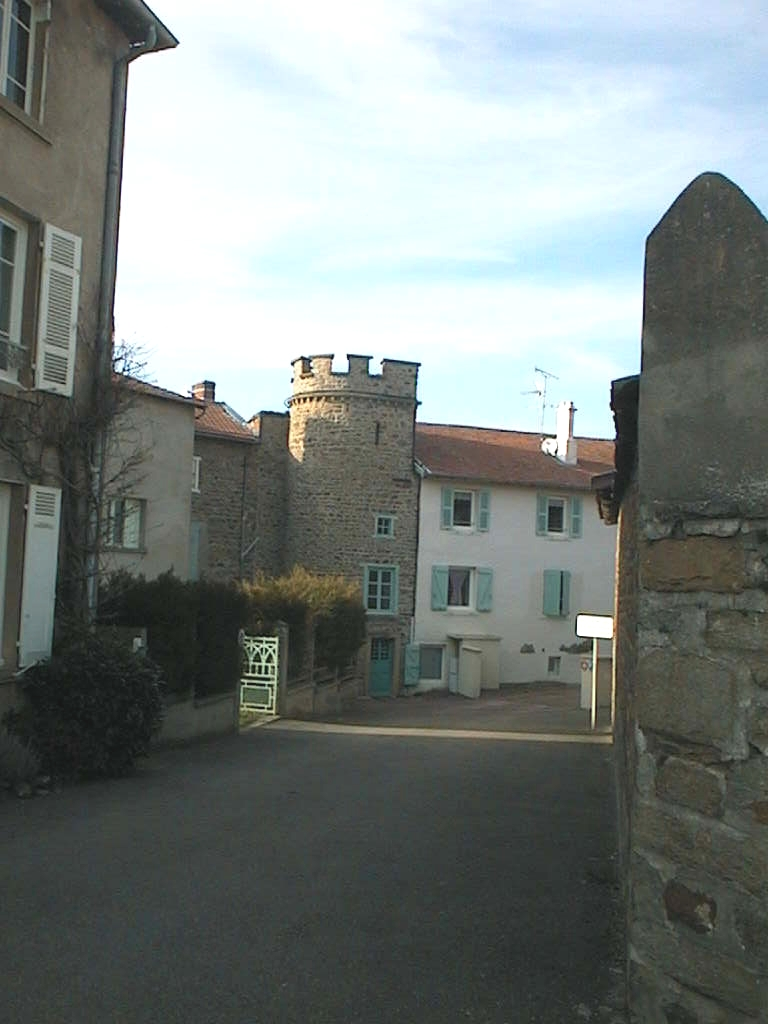
Butterturm